# Adopción internacional

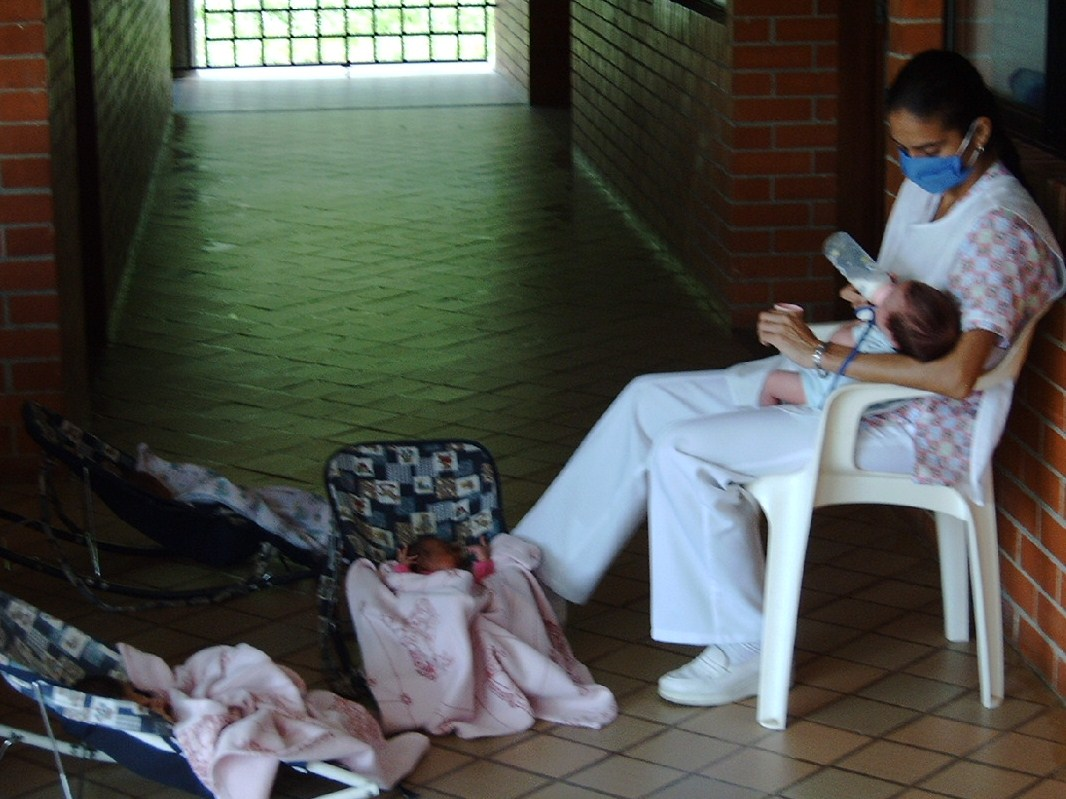
Niño en un orfanato en Colombia.

La adopción internacional es un tipo de adopción por la cual una persona individualmente, una pareja de hecho, o legalmente casada, según legislación de los diferentes países, se convierten en los padres legales y permanentes de un niño nacido en otro país. Los candidatos a adopción internacional deben cumplir una serie de requisitos legales para llevar a cabo la adopción, tanto en su país de residencia y como en el país de origen del niño.
Las leyes de diversos países varían en su voluntad de permitir adopciones internacionales. Algunos países, tales como China y Corea, tienen reglas y procedimientos relativamente establecidos para las adopciones internacionales, mientras que otros países la prohíben. Algunos países, como es el caso de muchas naciones africanas, han ampliado los requisitos de la residencia para los padres adoptivos, lo que tiene el efecto de eliminar la mayoría de las adopciones internacionales. Malaui, por ejemplo, requiere la residencia excepto en casos especiales.

## Requisitos
Los requisitos necesarios para comenzar el proceso de la adopción internacional pueden variar dependiendo del país de los padres adoptivos. Normalmente, en casi todos los casos, se va a requerir una evaluación de los futuros padres que acredite su idoneidad para adoptar. Dicho proceso evalúa aspectos psicosociales, familiares, de entorno y contexto en el que se insertará el menor adoptado y por supuesto, de suficiencia económica. El país de origen de niños y niñas generalmente quieren asegurarse de que sus menores tendrán garantías de desarrollo en un entorno adecuado. 
Existen agencias especializadas estatales o privadas que se encargan de todo el proceso.En algunos países, como Bélgica, la aprobación se puede recibir solamente de una Agencia Estatal, mientras que en otros los casos, pueden ser obtenidos de una agencia de adopción privada. 
En los Estados Unidos, la primera fase del proceso está operado por una agencia acreditada. Cada agencia o facilitador trabaja con un diverso sistema de países, aunque algunos se centren solamente en un solo país. Mientras que algunos países permiten la adopción independiente (es decir, una adopción internacional no hecha en la coordinación con una agencia), es raro que ellos vayan por esta ruta, especialmente con su primera adopción. 
Un expediente para una adopción internacional contiene una gran cantidad de información sobre los padres adoptivos anticipados. Esto incluye típicamente la información financiera, la comprobación de antecedentes, las huellas digitales, la revisión del estudio de hogar de un asistente social, un reporte psicológico y otra información de apoyo. Por lo general, el Trabajador/a Social que realiza la valoración necesitará mínimo dos entrevistas con los futuros adoptantes; en una primera entrevista se analizarán aspectos como: situación sanitaria, estado de la vivienda, situación económica, presencia de otros miembros en la unidad familiar; la segunda entrevista se realizará en el domicilio familiar, a fin de valorar su adaptación a las necesidades del futuro menor/es adoptados, así como la dinámica de la familia.
Una vez más los requisitos variarán extensamente de un país a otro, e incluso de región a región en países grandes tales como Rusia. Una vez que es completado, el expediente se somete para la revisión a las autoridades apropiadas en el país de origen del niño. Después de que se repase el expediente y aprueban a los padres anticipados para adoptar, los atribuyan un niño elegible. 
Ellos envían generalmente a los candidatos padre información sobre el niño, tal como edad, género, historia de la salud, etc. Una fecha de encuentro puede ser incluida, informando a los padres cuando pueden viajar para encontrar al niño y para firmar cualquier documento adicional requerido. 
Dependiendo del país, los padres pueden tener que hacer más de un viaje para terminar el proceso legal.

## Fuentes de niños y padres adoptivos

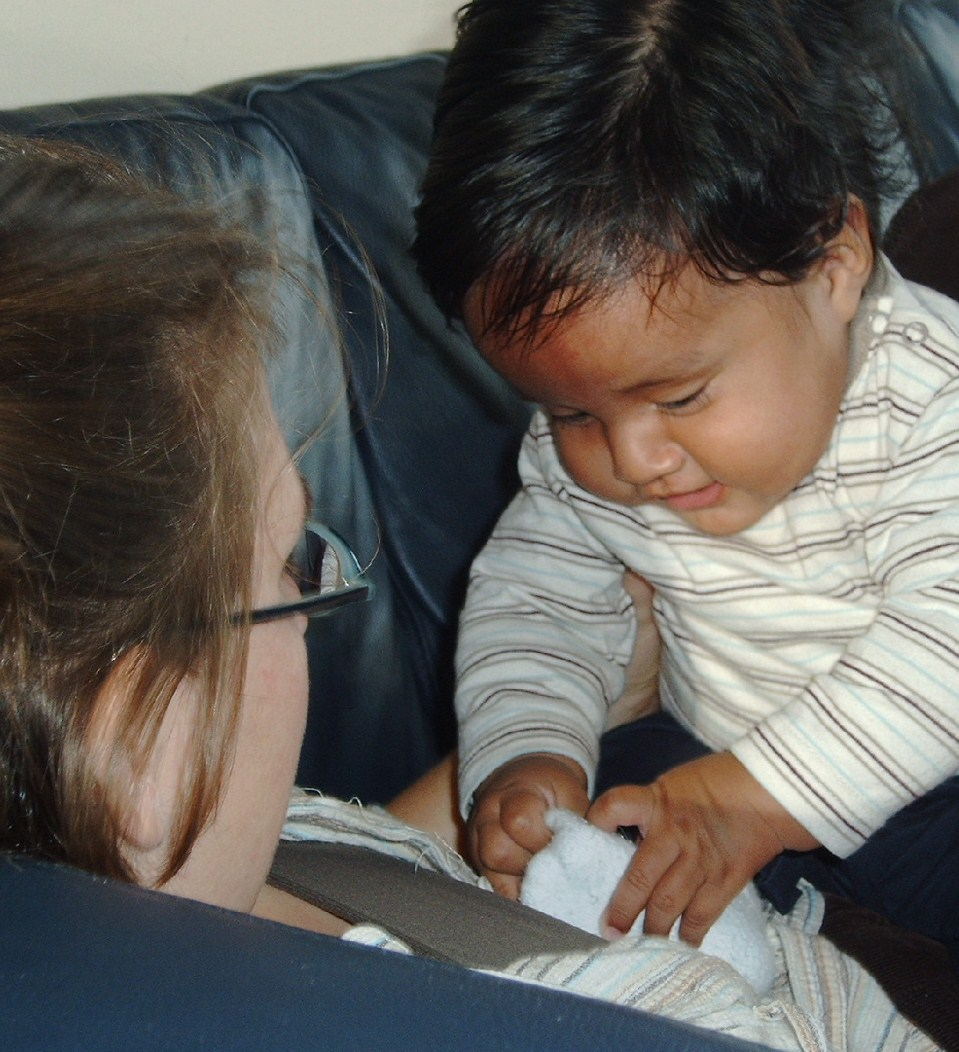
Adopción internacional en Holanda.